# شيموس ديفر
شيموس ديفر (بالإنجليزية: Seamus Dever)‏ مواليد 27 يوليو 1976 في فلينت، هو ممثل أمريكي بدأ مسيرته الفنية سنة 1999.

## الأعمال

### أفلام
- هوليوودلاند (2006) (بدور: فيليب)

### مسلسلات
| السنة | العمل                             | الدور        |
| ----- | --------------------------------- | ------------ |
| 2001  | عبر جوردان                        |              |
| 2003  | دون أثر                           | رونالد فيلبس |
| 2004  | كولد كيس                          | هانك ديمبسي  |
| 2005  | جاغ                               |              |
| 2005  | المسحورات                         | ميتشل هاينز  |
| 2005  | سي اس آي: التحقيق في موقع الجريمة |              |
| 2006  | سي اس آي: نيويورك                 | تشارلز كوبر  |
| 2006  | إن سي آي إس                       | غراهام توماس |
| 2007  | سي إس آي: ميامي                   | بول بيلينغز  |
| 2008  | المستشفى العام                    |              |
| 2008  | ماد من                            | تشاك         |
| 2008  | شبح هامس                          | ريتش هندرسون |
| 2008  | سي اس آي: التحقيق في موقع الجريمة | درو ريتش     |
| 2009  | دروب ديد ديفا                     | تايلر ماك    |
| 2009  | كاسل                              |              |

## وصلات خارجية
- شيموس ديفر على موقع IMDb (الإنجليزية)
- شيموس ديفر على موقع ألو سيني (الفرنسية)
- شيموس ديفر على موقع تيرنر كلاسيك موفيز (الإنجليزية)
- شيموس ديفر على موقع أول موفي (الإنجليزية)
- شيموس ديفر على موقع قاعدة بيانات الفيلم (الإنجليزية)
- شيموس ديفر على موقع كينوبويسك (الروسية)
- الموقع الرسمي